# 工业发酵
发酵工程是指采用现代工程技术手段，利用微生物的某些特定功能，为人类生产有用的产品，或直接把微生物应用于工业生产过程的一种技术。发酵工程的内容包括菌种选育、培养基的配置、灭菌、种子扩大培养和接种、发酵过程和产品的分离提纯（生物分离工程）等方面。发酵产品具有应用例如食品，以及在一般的工业。一些化学物质的商品，如乙酸，柠檬酸，和乙醇是由发酵制成。

## 应用
发酵工程以其生产条件温和，原料来源丰富且价格低廉，产物专一，废弃物对环境污染小和容易处理等特点，而在医药工业、食品工业、农业、冶金工业、环境保护等许多领域得到了广泛的应用，逐步形成了规模庞大的发酵工业。在一些发达国家，发酵工业的总产值占到国民生产总值的5%左右。

### 在医药工业上的应用
发酵工程在医药工业上的应用，成效十分显著，生产出了如抗生素、维生素、动物激素、药用氨基酸、核苷酸（如肌苷）等。目前，常用的抗生素已达100多种，如青霉素类、头孢菌素类、红霉素类和四环素类。另应用发酵工程大量生产的基因工程药品有人生长激素、重组乙肝疫苗、某些种类的单克隆抗体、白细胞介素-2、抗血友病因子等。

### 在食品工业上的应用
发酵工程在食品工业上的应用十分广泛，主要包括：

第一、生产传统的发酵产品，如啤酒、果酒、食醋等，使产品的品质和产量得到明显提高。

第二、生产食品添加剂。如L-苹果酸、柠檬酸、谷氨酸、红曲素、高果糖浆等。

第三、单细胞蛋白的生产。

### 污水处理
在污水处理的过程中，污水通过由细菌分泌的酶被消化。固体有机物被分解成无害的，水溶性物质和二氧化碳。所产生液体被消毒处理，在排入河流或海中之前除去病原体，或者可以被用作液体肥料。被消化的固体也被称为污泥，被干燥并用作肥料。气态副产物如甲烷，可以被用作发电机的沼气燃料。细菌消化的一个优点是它减少了和污水的气味和批量，从而减少了所需的倾倒空间。细菌消化在污水处理的主要缺点是，它是一个非常缓慢的过程。

## 发展简史
20世纪20年代的酒精、甘油和丙酮等发酵工业，属于厌氧发酵。

20世纪40年代初，随着青霉素的发现，抗生素发酵工业逐渐兴起。由于青霉素产生菌是需氧型的，微生物学家就在厌氧发酵技术的基础上，成功地引进了通气搅拌和一整套无菌技术，建立了深层通气发酵技术。这使有机酸、维生素、激素等都可以用发酵法大规模生产。

1957年，日本用微生物生产谷氨酸成功，如今20种氨基酸都可以用发酵法生产。氨基酸发酵工业的发展，是建立在代谢控制发酵技术的基础上的。目前，代谢控制发酵技术已经用于核苷酸、有机酸和部分抗生素的生产中。

20世纪70年代以后，基因工程、细胞工程等生物工程技术的开发，使发酵工程进入了定向育种的阶段。

20世纪80年代以来，随着学科之间的渗透和交叉，数学、动力学、化学工程原理和计算机技术开始被用于发酵过程的研究。目前，自动记录和自动控制发酵过程的全部参数已经被应用于生产。